# Any Old Wind That Blows
Any Old Wind That Blows es el decimonoveno álbum del cantante country Johnny Cash lanzado en 1973.

Del álbum se destacaron las canciones "Oney" (# 2 en los rankings), "If I Had a Hammer" de Pete Seeger y "Country Trash" la cual fue reeditada 30 años más tarde en el álbum American III: Solitary Man, al verse con tan buenas canciones el álbum también llegó lejos hasta el lugar 5 en la música country.

## Canciones
1. Any Old Wind That Blows – 2:47
(Dick Feller)
2. Kentucky Straight – 2:05
(Cash)
3. Your Loving Gift – 2:17
(Kris Kristofferson)
4. The Good Earth
(Larry Gatlin)
5. Best Friend
(Bill Dees y Roy Orbison)
6. Oney – 3:07
(Jerry Chesnut)
7. Ballad of Annie Palmer – 3:09
(Cash)
8. Too Little Too Late
(Cash)
9. If I Had a Hammer – 2:28
(Lee Hays y Pete Seeger)
10. Country Trash
(Cash)
11. Welcome Back Jesus – 2:49
(Cash)

## Posición en listas
Álbum - Billboard (América del Norte)
| Año  | Tabla           | Posición |
| ---- | --------------- | -------- |
| 1973 | Álbumes Country | 5        |
| 1973 | Álbumes Pop     | 188      |

Canciones - Billboard (América del Norte)
| Año  | Canción                   | Tabla             | Posición |
| ---- | ------------------------- | ----------------- | -------- |
| 1972 | "If I Had a Hammer"       | Canciones Country | 29       |
| 1972 | "Oney"                    | Canciones Country | 2        |
| 1972 | "Any Old Wind That Blows" | Canciones Country | 3        |